# Grupo Santander
Grupo Santander (BME: SAN

, LSE: BNC
, NYSE: SAN, Euronext: SANT

, BIT: SANT
) er en spansk finans- og bankkoncern centreret omkring Banco Santander, S.A. Målt på aktiver er det Europas 9. største- og verdens 19. største bank med aktiver i 2013 på i alt 1.540 mia. amerikanske dollars. 
Koncernens omsætning var i 2013 på 39 mia. Euro
og der var i alt 182.958 medarbejdere i 2013. 
Den stammer oprindeligt fra Santander i Kantabrien i Spanien, hvor den fortsat har hovedsæde.
I de senere år har koncernen udvidet en del gennem opkøb i Europa, Latinamerika, Nordamerika og Asien. Mange datterselskaber er rebranded under Santander-navnet. 
Det var i 2011 Spaniens største virksomhed. I april 2013 var Santander rangeret som nummer 43 på Forbes' liste over verdens største virksomheder.

## Historie

### Etableringen af Banco Santander Central Hispano
Banco Santander fusionerede med Banco Central Hispano i 1999, som igen var blevet skabt ved fusionen mellem Banco Central og Banco Hispanoamericano. i 1991. Fusionen der skabte Banco Santander Central Hispano eller BSCH, skulle efter planen være en ligelig fusion og kontrollen over selskabet skulle deles. Kort tid efter fusionen beskyldte BCH-direktører den tidligere formand for Banco Santander Emilio Botín for at forsøge at fremføre sin egen agenda, de truede med at tage juridiske tiltag mod ham. Det indledende fusions-skænderi blev løst da BCH-direktørerne Jose Amusátegui og Angel Corcóstegui accepterede omfattende betaling, pension og afgav magtbeføjelser til Botín. Det kostede aktionærerne i alt 164 mio. Euro.
De store opsigelsesbetalinger gav negativ presse og Botín blev bragt for retten om uretmæssig tilegnelse af økonomiske midler og uansvarlig ledelse. I 2005 blev han frikendt for alle anklager. Domsafsigelsen sagde at de 164 mio. Euro til fratrædelser til de to tidligere direktører var lovlig. Samme år blev Botín også frikendt i en anden og uafhængig sag om insiderhandel.

### Navneskifte
13. august 2007 skiftede Banco Santander Central Hispano sit officielle navn til Banco Santander.

### Madoff-sagen
14. december 2008 blev det afsløret at kollapset af Bernard Madoffs Ponzisvindel ville betyde et tab på 2,33 mia. Euro til Banco Santander.

### Opkøb
26. juli 2004 bekendtgjorde Banco Santander Central Hispano  opkøbet af Abbey National plc..
I Juni 2006 opkøbte Banco Santander Central Hispano næsten 20 % af Sovereign Bank og fik option på yderligere opkøb fra 2008.
I september 2010, opkøbte Santander Bank Zachodni WBK fra Allied Irish Banks. 28 februar 2012 bekendtgjorde Santander, at man var nået til enighed med KBC Bank om at købe KBCs datterselskab i Polen, Kredyt Bank. KBC har solgt sine aktier og Santander ejer nu 75% af banken; de resterende 25% ejes af øvrige investorer.

### Banco Santander under Finanskrisen
Banco Santander blev hårdt ramt af finanskrisen og måtte i regnskabsåret 2011 foretage betydelige nedskrivninger Problemerne førte i oktober 2011 til en nedgradering af Banco Santanders engelske virksomhed.  Et halvt år senere, i maj 2012, foretog kreditratingbureauet Moody's en nedgradering af Banco Santanders kreditværdighed, hvilket førte til spekulationer om bankens overlevelsesevne og muligheder for at modstå kundernes hævninger af indeståender i banken. Banco Santander har væsentlige aktiviteter i Storbritannien som forbrugerbank (retailbank), og nedgraderingen af Banco Santander og nedgraderingen af det engelske datterselskab blev mødt med uro i Storbritannien. Senere på året nedgraderede et andet kreditratingbureau, Standard & Poor's, Banco Santander til rating til BBB med negativ tendens.

### Sponsorater
Banco Santander er corporate sponsor af Ferrari og McLaren Formel 1 team, samt af Copa Libertadores de America, Copa Sudamericana og Recopa Sudamericana, som er store Latinamerikanske foldboldhold.
Samarbejdet med Ferrari's Formel 1-hold er sat til 2010 til 2017, imens samarbejdet med McLaren Formel 1 teamet varer fra 2007 til udgangen af 2014. 

## Aktiviteter
Santander-koncernen har talrige operationer i Europa, Latinamerika, Nordamerika og Asien. 
I koncernen er over 102 mio. kunder, 14.392 afdelinger og 3,26 mio. aktionærer. Privatkundebankområdet er det væsentligste forretningsområde i Santander og forretningsområdet genererer 74 % koncernens overskud.
| Europa - Østrig - Santander Consumer Bank Austria AG - Belgien - Santander Consumer Finance Benelux B.V. - Danmark - Santander Consumer Bank AS - Finland - Santander Consumer Finance Oy - Frankrig - Banco Santander, S.A. – Representative Office in Paris - Tyskland - Santander Consumer Bank AG - Santander Bank (Zweigniederlassung der Santander Consumer Bank AG) - Santander Consumer Debit GmbH - Santander Consumer Leasing GmbH - Isle of Man - Santander UK Isle of Man afdeling - Italien - Santander Consumer Bank S.p.a - Santander Private Banking - Jersey (UK) - Santander Private Banking - Luxembourg - Banco Santander Totta S.A - Holland - Santander Consumer Finance Benelux B.V. - Norge - Santander Consumer Bank AS - Polen - Bank Zachodni WBK - Santander Consumer Bank S.A. - Portugal - Banco Santander Consumer Portugal, SA - Crédito Predial Português - Hispamer - Banco Santander Totta S.A | - Spanien - Banco Santander - Banesto - Santander Consumer Finance - Openbank - Banco BANIF - Sverige - Santander Consumer Bank AS - Schweitz - Santander Private Banking - Storbritannien - Santander UK - Cahoot - Cater Allen - Santander Cards UK - Santander Consumer (UK) plc - Santander Totta Latinamerika - Argentina - Banco Santander Río - Brasilien - Banco Santander Brasil - Chile - Banco Santander Chile - Banco Santander Banefe - Mexico - Banco Santander - Peru - Banco Santander Perú S.A. - Puerto Rico - Banco Santander Puerto Rico - Santander Overseas Bank - Uruguay - Banco Santander Uruguay | Asien og Australien - Kina - Banco Santander, S.A. – Hong Kong branch - Banco Santander, S.A. – Shanghai branch - Banco Santander, S.A. – Beijing representative office - Sydkorea - Banco Santander, S.A. – Seoul representative office - Australien - Banco Santander, S.A. – Sydney branch - Japan - Banco Santander, S.A. – Tokyo representative office - Singapore - Banco Santander, S.A. – Singapore branch - Malaysia - Hong Leong Bank (50%) Afrika - Attijariwafa Bank (4,55 % andel) Nordamerika - USA - Santander Private Banking - Sovereign Bank - Santander Consumer USA Inc. - Santander Global Banking & Markets - Roadloans - HelpingLoans |